# Stamford
Stamford település az Amerikai Egyesült Államok Connecticut államában. Lakosainak száma 135 470 fő (2020. április 1.).

## Népesség
A település népességének változása:
| Lakosok száma | 122 643 | 128 278 | 135 470 |
|               | 2010    | 2014    | 2020    |